# Perdix (rodzaj)
Perdix – rodzaj ptaków z podrodziny bażantów (Phasianinae) w rodzinie kurowatych (Phasianidae).

## Zasięg występowania
Rodzaj obejmuje gatunki występujące w Europie i Azji.

## Morfologia
Długość ciała 28–31 cm, rozpiętość skrzydeł 45–48 cm; masa ciała 200–600 g (samce są nieco większe i cięższe od samic).

## Systematyka

### Etymologia
- Perdix (Perdrix): łac. perdix, perdicis „kuropatwa”, od gr. περδιξ perdix, περδικος perdikos „kuropatwa”[8].
- Starna: włoska nazwa Starna dla kuropatwy zwyczajnej[9]. Gatunek typowy: Tetrao perdix Linnaeus, 1758.
- Sacfa: nazwa Sakpha ze wschodniego Tybetu dla kuropatwy tybetańskiej (por. Rhakpa z centralnego Tybetu)[10]. Gatunek typowy: Sacfa hodgsoniae Hodgson, 1856.

### Podział systematyczny
Do rodzaju należą następujące gatunki:
- Perdix perdix (Linnaeus, 1758) – kuropatwa zwyczajna
- Perdix dauurica (Pallas, 1811) – kuropatwa wschodnia
- Perdix hodgsoniae (Hodgson, 1856) – kuropatwa tybetańska